# Överföringsförlust
Överföringsförlust är skillnaden eller differensen mellan den energi som tillförs ett distributionssystem (exempelvis kraftledningar eller fjärrvärmeledninger) och den energi som kan nyttjas.
Överföringsförluster kan uppstå genom ett högt elektriskt motstånd (resistans) i en elektrisk ledning eller genom exempelvis värmeförluster (avkylning) i en fjärrvärmeledning. En enkel typ av överföringsförlust är en läckande vattenledning.